# 출발! 대전대행진
김동혁의 출발! 대전대행진은 TBN 대전교통방송(대전·세종·충청 FM 102.9㎒)에서 평일 아침 7시부터 아침 8시 53분까지 방송되는 대전과 세종 충청권 지역의 아침 출근길 라디오 프로그램이다.

## 코너소개

### 매일코너
- 아침을 여는 뉴스(월/수/금) - 뉴·스·남(뉴스 정리해주는 남자)의 깔끔한 아침 뉴스! 혁디의 원픽(One Pick) 뉴스도 자세히 살펴보는 시간
- 최일의 지역뉴스 브리핑(화/목) - 지역 전문 취재기자의 따끈한 지역 소식 (충청신문 최일 기자)
- 요일퀴즈 - 매일 2부, 요일마다 다른 주제로 재미와 정보가 있는 퀴즈 (랜덤, 음악, 교통, 지역, 소방)

## 요일코너

### 월요일
- 슬기로운 자동차 연구소 : 자동차 소식과 안전상식 (대덕대학교 이호근, 대림대학교 김필수 교수)
- 굿모닝 생활경제 : 관심을 모으는 경제 소식(참좋은경제연구소 이인철 소장)

### 화요일
- 그들에게 보이지 않는 벽 : 비장애인들의 시선에서는 알 수 없는 시각장애인들의 어려운 도보 환경 이야기 (백종권 리포터/목원대학교 사회복지학과 김동기 교수)
- 함께해유 착한운전 : 경찰청 관계자와 함께 생각해보는 교통사고 예방 (대전지방경찰청 최진 경장, 충남지방경찰청 구재우 계장)

### 수요일
- tbn 월드뉴스 : 외신캐스터가 전하는 나라 밖 정세(조윤주 외신캐스터)
- 고혜봉의 이야기 나들이 : 나들이 가기 좋은 명소 탐방(고혜봉 문화관광해설사)

### 목요일
- 문화 키워드 핫클릭 : 최신 유행과 문화 현상들을 테마와 키워드를 통해 살펴본다(이창복 문화칼럼니스트)
- [1,2,3,5주차]재난안전 인사이드 : 사고 예방을 위한 생활 속 안전수칙(이영주 경일대학교 소방방재학부 교수)
- [4주차]소방 24시 : 화재·구조·구급 등 소방 관련 통계·사건사고·안전수칙(대전소방본부 예방안전과 119시민체험센터 이석원 소방위)

### 금요일
- 스포츠 핫클릭 : 스포츠 종목별 주요 소식과 전망 (최동호 스포츠 평론가)
- 출발 인터뷰, 꼬·꼬·인 : 매주 이슈에 대해 '꼬리에 꼬리를 이어 물어보는 인터뷰/사람(人)